# Al-Faludża
Al-Faludża (arab. الفالوجة) – nieistniejąca już arabska wieś, która była położona w Dystrykcie Gazy w Mandacie Palestyny. Wieś została wyludniona i zniszczona podczas I wojny izraelsko-arabskiej (al-Nakba) po ataku Sił Obronnych Izraela 1 marca 1949.

## Położenie
Al-Faludża leżała na pograniczu wzgórz Szefeli z nadmorską równiną, na północny wschód od miasta Gaza. Według danych z 1945 do wsi należały ziemie o powierzchni 38 038 ha. We wsi mieszkało wówczas 4670 osób.
| Własność gruntów | Powierzchnia gruntów [ha] |
| ---------------- | ------------------------- |
| Arabowie         | 37 252                    |
| Żydzi            | 0                         |
| Publiczne        | 786                       |
| Razem            | 38 038                    |

| Rodzaj użytkowanych gruntów | Arabowie [ha] | Żydzi [ha] |
| --------------------------- | ------------- | ---------- |
| Uprawy nawadniane           | 87            | 0          |
| Uprawy zbóż                 | 36 590        | 0          |
| Nieużytki                   | 844           | 0          |
| Zabudowane                  | 517           | 0          |

## Historia

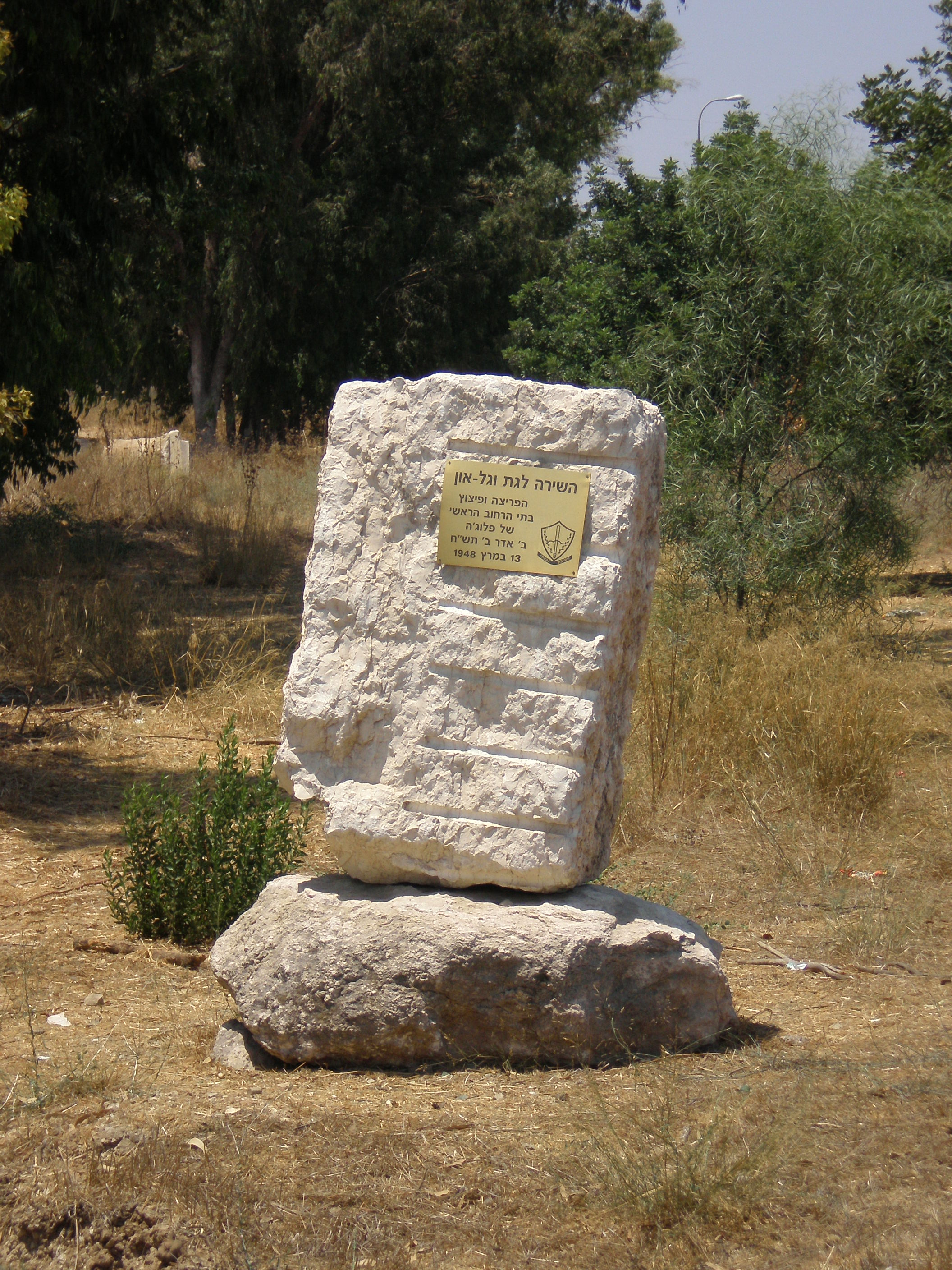
Pomnik ofiar bitwy o konwój w al-Faludża

Arabowie i izraelscy żołnierze po zajęciu Al-Faludży, 28 lutego 1949

Pierwotnie w miejscu tym znajdowała się osada o nazwie Zurajk al-Chandak. Jej nazwę jednak zmieniono na cześć przywódcy sufizmu, Szahaby ad-Din al-Faludży, który w XIV wieku przyjechał tutaj z Iraku.
W 1596 Al-Faludża była średniej wielkości wsią, której mieszkańcy utrzymywali się z upraw pszenicy, jęczmienia, sezamu, owoców, winnic, miodu, oraz hodowli kóz i bawołów wodnych.
W okresie panowania Brytyjczyków Al-Faludża bardzo szybko rozwijała się. W 1919 utworzono szkołę podstawową dla chłopców, w której w 1947 uczyło się 520 uczniów. W 1940 utworzono szkołę dla dziewcząt, w której w 1943 uczyło się 83 uczennic. We wsi znajdował się jeden meczet. Od 1922 wieś posiadał własny Arabski Komitet Narodowy, który zajmował się sprawami społecznymi i ekonomicznymi lojalnej społeczności arabskiej. Rezolucja Zgromadzenia Ogólnego ONZ nr 181 określiła, że wieś Al-Faludża będzie znajdować się w arabskim państwie w Palestynie.
Podczas wojny domowej w Mandacie Palestyny 14 marca 1948 mieszkańcy Al-Faludży zaatakowali żydowski konwój. W starciu zginęło 37 Arabów i 7 Żydów. Konwój był osłaniany przez członków żydowskiej organizacji paramilitarnej Hagana.
Na samym początku I wojny izraelsko-arabskiej 1 czerwca 1948 oddziały egipskie zajęły al-Faludża. Egipska kolumna licząca około 4 tys. żołnierzy zatrzymała się tutaj, tworząc obóz w rejonie wiosek al-Faludża i Irak al-Manszija. W październiku izraelskie wojska otoczyły Egipcjan, tworząc tutaj tzw. „kieszeń Al-Faludży”. Zawarte 24 lutego 1949 izraelsko-egipskie zawieszenie broni umożliwiło Egipcjanom wycofanie swoich wojsk z okrążenia. 26 lutego egipska kolumna swobodnie wycofała się w kierunku półwyspu Synaj. Razem z nimi uciekła większość arabskich cywili. 1 marca obie wsie arabskie zostały zajęte przez Izraelczyków. Doszło wówczas do naruszenia warunków zawieszenia broni, ponieważ izraelscy żołnierze zaczęli zmuszać arabską ludność cywilną do opuszczenia wiosek. Obserwator ONZ Ralph Bunche raportował, że zastraszanie cywilów obejmowało przypadki pobicia, kradzieże i usiłowania dokonania gwałtu. Z tego powodu wszyscy mieszkańcy do 22 kwietnia opuścili swoje wioski, a 27 kwietnia Izraelczycy przystąpili do wyburzania domów.

## Miejsce obecnie
Na gruntach należących do al-Faludża powstało w 1954 miasto Kirjat Gat.
Palestyński historyk Walid Chalidi, tak opisał pozostałości wioski Al-Faludży: „Fundamenty meczetu i fragmenty ścian pozostają w miejscu al-Faludża; są ułożone lub rozrzucone wokół lokalizacji meczetu. Dobrze widoczne są szczątki zrujnowanej cysterny. Wokół rosną drzewa oliwne. Na terenie wioski i okolicznych pól została wybudowana izraelska baza wojskowa z lotniskiem”.